# Härskesholmen
Härskesholmen är en ö i Finland. Den ligger i Finska viken och i kommunen Borgå i den ekonomiska regionen  Borgå i landskapet Nyland, i den södra delen av landet. Ön ligger omkring 38 kilometer öster om Helsingfors.
Öns area är 5,4 hektar och dess största längd är 380 meter i nord-sydlig riktning. Ön höjer sig omkring 35 meter över havsytan. I omgivningarna runt Härskesholmen växer i huvudsak blandskog.